# Dimanche sanglant de Maribor
Le Dimanche sanglant de Maribor (en allemand : Marburger Blutsonntag, est le nom d'un massacre qui a eu lieu le lundi 27 janvier 1919 dans la ville de Maribor (en allemand : Marburg an der Drau) actuellement en Slovénie. Des soldats de l'armée du royaume des Serbes, Croates et Slovènes (la future Yougoslavie), sous le commandement d'un officier slovène, Rudolf Maister, ont tué entre 9 et 13 civils d'origine allemande et en ont blessé 60 autres, lors d'une manifestation sur une place du centre-ville. L’estimation des victimes diffère selon les sources slovènes et autrichiennes. 
En novembre 1918, après la fin de Première Guerre mondiale, les territoires du sud de la Carinthie et la Basse-Styrie, qui avaient été revendiqués par la république d'Autriche allemande, furent occupés par des unités militaires sous le commandement de Maister. 
Maribor était la plus grande ville du sud de la Styrie avec une population en majorité allemande. Une délégation américaine conduite par Sherman Miles visita Maribor le 27 janvier 1919 dans le cadre d'une mission plus large qui consistait à régler les conflits territoriaux. Le même jour, les citoyens allemands organisèrent une manifestation pour proclamer qu’ils voulaient que Maribor fût incorporée à la République allemande d'Autriche. La manifestation fut interrompue par les soldats de Meister qui tirèrent sur les manifestants, faisant de nombreuses victimes. En réponse, l'Autriche allemande lança une offensive militaire qui expulsa les Yougoslaves de plusieurs petites villes de Haute-Styrie le long de la Mur. Un cessez-le-feu fut convenu sous la médiation de la France en février 1919. Aux termes du traité de Saint-Germain-en-Laye, signé le 10 septembre 1919, Maribor et le reste de la Basse-Styrie furent intégrées au royaume des Serbes, Croates et Slovènes. La responsabilité du massacre de Maribor n'a jamais été établie.